# كانيلاس دي إسجيفا
كانيلاس دي إسجيفا (بالإسبانية: Canillas de Esgueva)‏ هي بلدية تقع في مقاطعة بلد الوليد، قشتالة وليون، إسبانيا. وفقًا لتعداد عام 2004 (المعهد الوطني للإحصائيات)، يبلغ عدد سكان البلدية 113 نسمة.